# Бобешть
Бобешть, Бобешті (рум. Bobești) — село у повіті Васлуй в Румунії. Входить до складу комуни Дуда-Єпурень.
Село розташоване на відстані 294 км на північний схід від Бухареста, 22 км на північний схід від Васлуя, 57 км на південний схід від Ясс, 144 км на північ від Галаца.

## Населення
За даними перепису населення 2002 року у селі проживали 160 осіб, усі — румуни. Усі жителі села рідною мовою назвали румунську.